# 1986 في سويسرا
فيما يلي قوائم الأحداث التي وقعت خلال عام 1986 في سويسرا.

## رياضة
- 1 يناير – بطولة العالم لكرة اليد للرجال 1986

## مواليد

### يناير
- 15 يناير – كلارا إي ممثلة كورية جنوبية.
- 16 يناير – ريتو زيغلر لاعب كرة قدم سويسري.

### فبراير
- 2 فبراير – جوناثان هيرشي سائق سيارة سباق سويسري.

### مارس
- 25 يونيو – مارسيل ويس درّاج طريق سويسري.
- 29 مارس – رومينا أوبراندي لاعبة كرة مضرب سويسرية.

### أبريل
- 17 أبريل – رومان غروجان

### يونيو
- 25 يونيو – مارسيل ويس درّاج طريق سويسري.

### يوليو
- 26 يوليو – ليزا سابينو
- 29 يوليو – باتريك بومان لاعب كرة قدم سويسري.

### سبتمبر
- 6 سبتمبر – توماس لوثي متسابق دراجات نارية سويسري.

### ديسمبر
- 9 ديسمبر – ماتياس فرانك درّاج طريق سويسري.

## وفيات

### أكتوبر
- 7 أكتوبر – بول تورنيي (مواليد 1898)